# Action régionaliste corse
 (août 2020).
L'Action régionaliste corse (ARC) était un parti politique nationaliste corse.
Issue d'une scission du Front régionaliste corse (FRC), l'ARC se constitue en 1967. A la différence du FRC, dont le discours intellectuel est très marqué par les thèses socialistes, l'ARC se réclame dès sa création d'une stratégie « apolitique » et unitaire.